# چانگ مونگ هون
چانگ مونگ هون (به کره‌ای: 정몽헌) (زاده ۱۴ سپتامبر ۱۹۴۸ - درگذشته ۴ اوت ۲۰۰۳) کارآفرین کره‌ای بود، که در سال ۱۹۸۹ شرکت هیوندای آسان را تأسیس نمود.
وی پنجمین فرزند چانگ جو-یانگ؛ بنیان‌گذار گروه شرکت‌های هیوندای بود، که پس از تفکیک شرکت هیوندای، در سال ۱۹۹۷ کنترل شرکت هیوندای آسان را در دست گرفت و در سال‌های نخست، سرمایه‌گذاری زیادی در پروژه‌های ساخت‌وساز در کره شمالی نمود. چانگ مونگ هون در پی فاش شدن موضوع انتقال صدها میلیون دلار رشوه به کیم دای جونگ رئیس‌جمهور کره شمالی به منظور شرکت در اجلاس سال ۲۰۰۰ ریاست جمهوری دو کره، در تاریخ ۴ اوت ۲۰۰۳ خودکشی کرد.